# Parapseudoleptomesochra hellenica
Parapseudoleptomesochra hellenica is een eenoogkreeftjessoort uit de familie van de Ameiridae. De wetenschappelijke naam van de soort is voor het eerst geldig gepubliceerd in 1981 door Pesce.